# Zuni

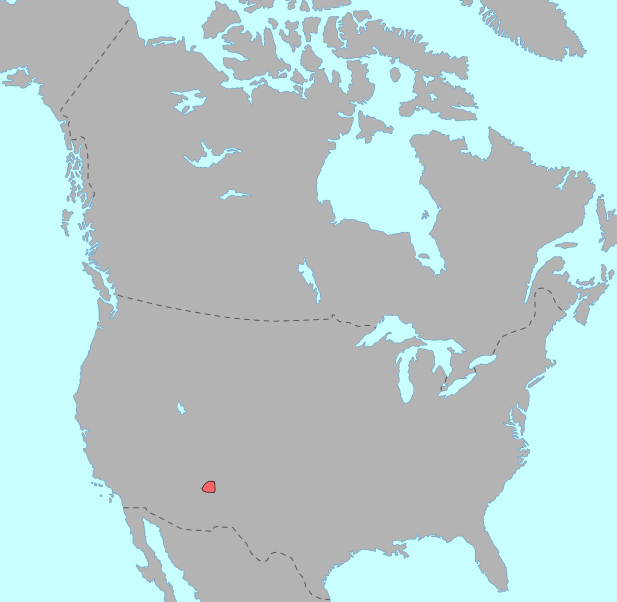
Zuni

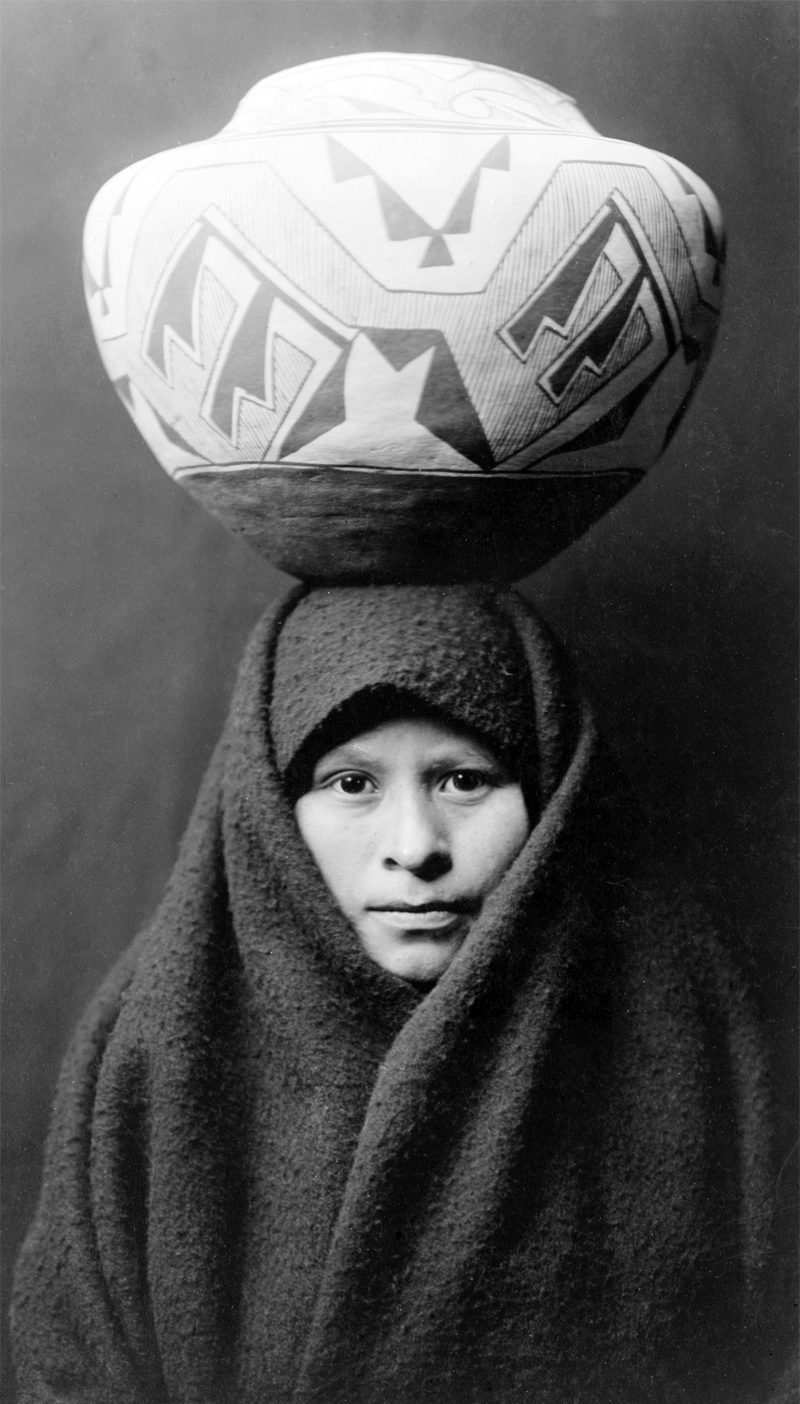
O fată Zuni (1903)

Zuni (spaniolă Zuñi) - un popor de amerindieni care trăiesc lângă râul Zuni, râu care se varsă în râul Little Colorado, statul New Mexico, SUA.